# Nicolas Gazet
Nicolas Gazet (overleden in 1625) was een franciscaan-recollect en schrijver afkomstig uit Artesië in de Habsburgse Nederlanden.
Hij was de broer van Alard en Angelin Gazet en de neef van Guillaume en Antoine Gazet. Hij verbleef in franciscanenkloosters in Atrecht, Béthune, Luik, Namen en Parijs, waar hij werkte als lector theologie, prediker of biechtvader.
Hij schreef verschillende religieuze werken, onder meer over de weduwstaat, liefdadigheid ten opzichte van zieken en behoeftigen en het ontstaan van de orde van de annuntiaten.

## Werken
- Le miroir des veufves (Parijs: Georges Lombard, 1601).
- Le grand palais de la misericorde (Dowaai: Balthazar Bellère, 1606).
- Sacrum misericordiae palatium (Luxemburg: weduwe Matthias Birthon, 1617): Latijnse vertaling van Le grand palais de la misericorde door Johann Schilbert.
- Chronique ou institution de la religion des Annonciades (Atrecht: Guillaume de la Rivière, 1607).
- L'encensoir de l'ame devote (Atrecht: Robert Maudhuy, 1612)
- L'histoire sacree des bon-heurs et mal-heurs d'Adam et Eve (Atrecht: Robert Maudhuy, 1616).

- Système universitaire de documentation: 243350228
- Virtual International Authority File: 2564155832941433490008